# Nastradamus
Ne doit pas être confondu avec Nostradamus.
Albums de Nas
I Am...
(1999) Stillmatic
(2001)
Singles
1. Nastradamus
Sortie : 26 octobre 1999
2. You Owe Me
Sortie : 2000

Nastradamus est le quatrième album studio de Nas, sorti le 23 novembre 1999.
Il a été certifié disque de platine par la Recording Industry Association of America (RIAA) le 22 décembre 1999.

## Liste des titres
| 1.    | The Prediction (Produit par Rich Nice)                                                          |                                                                                  | 1:19 |
| 2.    | Life We Chose (Produit par L.E.S.)                                                              | Peace Fugue de Fred Wesley and The Horny Horns                                   | 4:08 |
| 3.    | Nastradamus (Produit par L.E.S.)                                                                | (It's Not the Express) It's the J.B.'s Monaurail des J.B.'s                      | 4:11 |
| 4.    | Some of Us Have Angels (Produit par Dame Grease)                                                |                                                                                  | 4:15 |
| 5.    | Project Windows (featuring Ronald Isley – Produit par Nashiem Myrick, Carlos « 6 July » Broady) |                                                                                  | 4:55 |
| 6.    | Come Get Me (Produit par DJ Premier)                                                            | We're Just Trying to Make It des Persuaders It's Mine de Mobb Deep featuring Nas | 5:31 |
| 7.    | Shoot 'Em Up (Produit par Havoc)                                                                | Carol of the Bells de Mykola Leontovych Life's So Hard de 2Pac                   | 2:53 |
| 8.    | Last Words (featuring Nashawn – Produit par L.E.S.)                                             | Good Luck Charm des Ohio Players                                                 | 5:31 |
| 9.    | Family (featuring Mobb Deep – Produit par Dame Grease)                                          |                                                                                  | 5:16 |
| 10.   | God Love Us (Produit par Dame Grease)                                                           |                                                                                  | 4:37 |
| 11.   | Quiet Niggas (featuring Bravehearts – Produit par Dame Grease)                                  |                                                                                  | 4:57 |
| 12.   | Big Girl (Produit par L.E.S.)                                                                   | You're a Big Girl Now des Stylistics                                             | 4:19 |
| 13.   | New World (Produit par L.E.S.)                                                                  | Africa by Toto (1982)                                                            | 4:00 |
| 14.   | You Owe Me (featuring Ginuwine – Produit par Timbaland)                                         |                                                                                  | 4:47 |
| 15.   | The Outcome (Produit par Rich Nice)                                                             |                                                                                  | 1:54 |
| 62:33 |                                                                                                 |                                                                                  |      |

## Classements

### Album
| Pays / classement (1999)            | Meilleure position |
| ----------------------------------- | ------------------ |
| Pays-Bas (Mega Album Top 100)       | 90                 |
| Allemagne (Media Control AG)        | 45                 |
| Suisse (Schweizer Hitparade)        | 92                 |
| États-Unis (Billboard 200)          | 7                  |
| États-Unis (Top R&B/Hip-Hop Albums) | 2                  |

### Singles
| Année | Titre       | Position dans les charts | Position dans les charts | Position dans les charts | Position dans les charts |
| Année | Titre       | US Hot 100               | US Hot R&B               | US Hot Rap               | UK                       |
| ----- | ----------- | ------------------------ | ------------------------ | ------------------------ | ------------------------ |
| 1999  | Nastradamus | 92                       | 27                       | 4                        | 24                       |
| 2000  | You Owe Me  | 59                       | 13                       | —                        | —                        |